# Papyrus Harris I

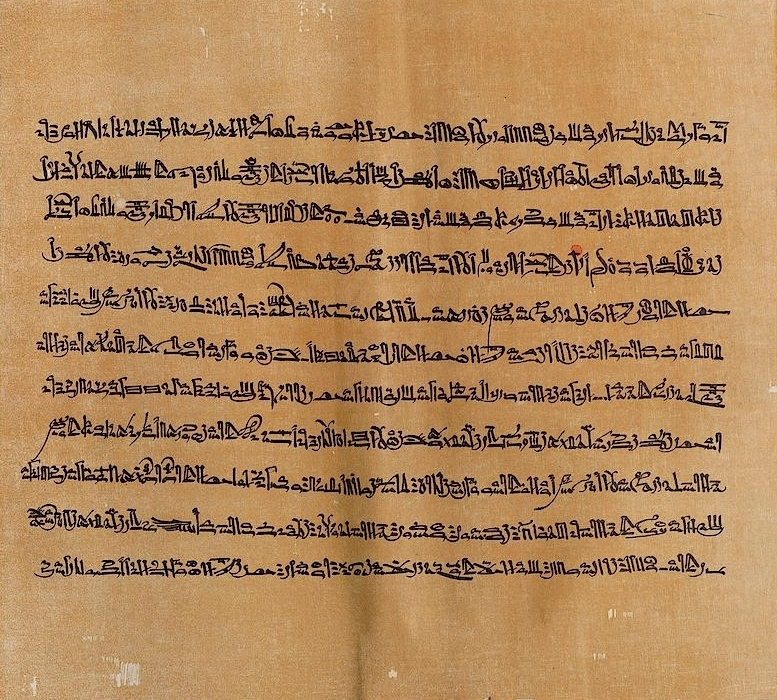
Großer Papyrus Harris, Spalte 76

Der Papyrus Harris I (auch Großer Papyrus Harris) ist ein altägyptischer Papyrus aus der 20. Dynastie. Er ist 40,5 m lang, 42,5 cm breit, wurde 1855 in der Nähe des Totentempels von Ramses III. in Medinet Habu gefunden und von Anthony Charles Harris gekauft. Mit diesem Papyrus wurden viele weitere Papyri angeboten, darunter vielleicht auch der Papyrus Abbott und andere von Grabräubern gefundene Papyri. Er befindet sich seit 1872 im British Museum in London unter der Signatur EA 9999.
Der Papyrus Harris I ist der ausführlichste seiner Art, mit 42 m auch der längste erhaltene Papyrus und besteht aus 5 Teilen mit 117 Spalten von 12 bis 13 Zeilen sowie drei Vignetten. Das Dokument ist mit dem 32. (Regierungs-)Jahr und dem 6. Tag des Monats Ipip datiert, dem Todestag Ramses III., und war wohl Teil seines Begräbnisses. Der Papyrus enthüllt 3 Jahrzehnte aus dem Leben Ramses III (1194–1163) und wurde von drei Schreibern in hieratischer Schrift verfasst. Für eine wissenschaftliche Untersuchung der wirtschaftlichen Lage in der Ramessidenzeit ist dieser Papyrus von größter Bedeutung.

## Inhalt
Bei dem Papyrus Harris I handelt es sich um eine von Ramses IV. zusammengestellte Liste von Zuwendungen, die sein Vorgänger Ramses III. vor seiner Ermordung den Landestempeln hatte zukommen lassen. Die Liste wurde vorgeblich von Ramses III. erstellt, der einzelne Abschnitte (Amuntempel von Karnak, Re-Tempel von Heliopolis, Ptahtempel von Memphis und Provinztempel) mit einem Gebet an Ramses IV. abschließt. Außerdem enthält der Papyrus einen historischen Abschnitt, der den Übergang von der 19. zur 20. Dynastie darstellt (Zusammenbruch der alten Dynastie, Kampf aller gegen alle, syrischer Usurpator, Wiederherstellung des Rechts durch die neue Dynastie).
Auf der ersten Vignette ist Ramses III vor der Göttertriade von Theben (Karnak): Amun, Mut und Chons dargestellt. Amun-Re wurde hier in Menschengestalt mit Doppelfederkrone dargestellt. Mut ist die Gemahlin des Amun und Mutter der Chons. Sie ist als Frau in einem langen, farbenfrohen und mit einem Federmuster geschmückten Kleid dargestellt; auf dem Kopf trägt sie eine Geierhaube und die „Weiße Krone“ von Oberägypten. Chons ist der Mondgott, dessen Name „Wanderer“ bedeutet. Er wird falkenköpfig dargestellt. Sein Kopfschmuck besteht aus einer horizontalen Mondsichel und einem Vollmond darauf. Die im Papyrus aufgeführten Gaben des Königs an die Tempel waren riesig. Allein die Liste für Theben beinhaltet 309.950 Säcke Korn und große Mengen von Metallen und Halb-Edelsteinen.
In Heliopolis wurde die Enneade oder Neunheit verehrt. Sie bestand aus den Göttern: Atum, Schu, Tefnut, Geb, Nut, Osiris, Isis, Nephthys und Seth.
Die dritte Vignette zeigt den König in Verehrung der Göttertriade von Memphis, einer der Städte der  Hauptverwaltung von Ägypten. Ramses hält den Krummstab und Geißel und trägt die dem König vorbehaltene Kleidung, d. h. das gestreifte Kopftuch („sash“), die dreieckige Schürze und den Stierschwanz. Der Schöpfergott Ptah ist als Mumie dargestellt, seine Hände ragen aus den Mumienbinden heraus und halten einen Stab, der sich aus Djed-Pfeiler, Anch-Zeichen und Was-Zepter zusammensetzt. Den kahlrasierten Kopf bedeckt eine eng anliegende Kappe, die die Ohren freilässt. Er trägt einen Bart. Zusammen mit seiner Gemahlin, der Löwengöttin Sachmet, und dem Lotosgott Nefertem bilden sie die Triade von Memphis.
Der Ägyptologe August Eisenlohr gab dem Papyrus Harris I die Bezeichnung „Der große Papyrus Harris“, um ihn von dem von François Chabas 1860 übersetzten Papyrus mit dem Titel Le papyrus magique Harris zu unterscheiden. Eisenlohr war der Erste, der das antike Schriftstück ins Deutsche übersetzte. Nach ihm besteht dieses auf folgenden Teilen:
- Einleitung Tafel 1
- I. Gaben an die Götter von Theben, Amun, Mut, Khonsu (Tafel 2–23) Verzeichnis der Gaben (Tafel 10–21)
- II. Gaben an die Götter von Heliopolis, Tum, Ra, Hermachis, Juses, Nebhotep (Tafel 24–42) Dabei die Gaben an das Haus des Hapi (Nil) bei Heliopolis (Tafel 37, 14–41). Verzeichnis der Gaben (Tafel 31–41).
- III. Gaben an die Götter von Memphis, Ptah, Sechet, Nefertum (Tafel 43–56b) Dabei die Gaben an Hapi (Nil) bei Memphis (Tafel 54–56a). Verzeichnis der Gaben (Tafel 51–56a).
- IV. Gaben an die Götter und Göttinnen des Nord- und Südlandes (Tafel 57–66). Verzeichnis der Gaben (Tafel 61–66)
- V. Zusammenstellung der Gaben. (Tafel 67–74).
- VI. Geschichtlicher Teil und Schluss (Tafel 75–79)